# Ресентимент
Ресантимент (на френски: ressentiment; френско произношение: [rəsɑ̃timɑ̃]) термин в психологията и социологията, използван за да се означи враждебната нагласа на хора, чувстващи се лишени от възможност: злопаметност, озлобление, завист, тягостно съзнание за неправда. Френската дума добива този специфичен смисъл след употребата ѝ от Фридрих Ницше и множеството повлияни от него разглеждания.
Първоначално думата е общоупотребима и разбираема доколкото е образувана от „сантимент“ с префикс „ре“, стандартно означващ повтаряне; така „ресантимент“ е означавало завръщането на някакво усещане или чувство, както се случва при травми, хронични заболявания или възобновяващи се пристъпи. В този смисъл тя означава и някакво скрито страдание, което при случай се проявява. Използвайки чуждицата, Ницше метафорично експлоатира значението ѝ, като го използва за да опише нагласата на онеправданите и лишени от привилегия спрямо облагодетелстваните. Картинно, той говори съответно за „роби“ и „господари“.
Ресентимента пренасочва болката, която придружава усещането за собствената ни малоценност (неуспех) към външна изкупителна жертва. Егото създава илюзията за враг, който може да бъде „обвиняван“ за собствената ни малоценност (неуспех).
Субектът мрази „враг“, за да се избави от чувството за вина от собствените неуспехи. Но ресантиментът се явява по-сложно понятие от завист или неприязън. Феноменът на ресантимента е сублимация на чувството за непълноценност в особена система на морал.
Моралът на господарите и моралът на робите (на немски: Herren- und Sklavenmoral) е централна тема в работата на Фридрих Ницше, в частност в съчинението „Към генеалогия на морала“, в което утвърждава, че съществуват два основни вида морал: „морал на господарите“ и „морал на робите“.
В отличие от морала на господарите, който е основан на sentiment, робският морал е основан на ressentiment – той е построен на обезценяване на това, което се явява ценност за господарите и което робите нямат. Моралът на господарите се заражда в силните духом, моралът на робите в слабите, и двата се явяват противоположни. Робският морал е реакция на угнетените, затова е отправен към очерняне на своите угнетители. Той се характеризира с песимизъм и цинизъм.
Eсеистичните изложения на Ницше стават основа за по-нататъшни разработки от водещи немски социолози като Макс Вебер и Макс Шелер. Интересът на Вебер към идеята за ресантимент се проявява в неговата социология на религията. При Шелер той е част от теорията относно изграждането на морала – тема, която е изложена и доразработена в монографична студия. В края на ХХ век белгийско-канадският социален теоретик Марк Анжено публикува своя теория, според която ресантиманът е причината за фрагментирането на модерните общества.